# Yrjö Vesterinen
Yrjö Vesterinen (Kokkola, 7 december 1952) is een Fins trialrijder, en drievoudig wereldkampioen (1976, 1977, 1978). Daarnaast was hij elfvoudig kampioen van Finland in de jaren 1970-1980, en was winnaar van de Schotse zesdaagse in 1980.

## Biografie
Vesterinen kwam op 14-jarige leeftijd via zijn oudere broer Jussi Vesterinen - die een verdienstelijk motorcoureur was - in aanraking met motorsport. Jussi was actief in motocross, enduro, ijsracen en wegrace en werd als bakkenist van Kenneth Calenius meermalen Fins kampioen in de zijspanrace op de weg.
Yrjö zag meer in de behendigheidssport van trial dan in de snelheidssporten waar zijn broer aan deelnam en als 14-jarige nam hij met succes deel aan bromfietstrialwedstrijden. Hij werd twee jaar later juniorenkampioen van Finland op een Bultaco 250, en datzelfde jaar werd hij tweede in het Scandinavisch kampioenschap. Dit tot verrassing van velen omdat buiten Finland niemand ooit van Vesterinen gehoord had.
Bultaco bood hem een contract aan waardoor hij professioneel kon gaan rijden en in 1972 won hij de Zweedse wedstrijd in het Europees kampioenschap. Hij verhuisde in 1975 naar Duitsland zodat hij dichter bij de internationale wedstrijden en bij zijn rivalen zou wonen en zijn eerste WK overwinningen behaalde hij in dat jaar in achtereenvolgens Canada en de Verenigde Staten. Ook de wedstrijden Finland, Duitsland en Zwitserland won hij, maar moest in de eindstand voor het allereerste wereldkampioenschap 1975 zijn Britse teamgenoot Martin Lampkin voor zich dulden. Wel won hij dat jaar opnieuw het Fins kampioenschap, en daarnaast voor het eerst het Scandinavisch kampioenschap.
In 1976 verzilverde Vesterinen zijn succes met de wereldtitel, die hij in de twee jaren daarna zou prolongeren. In 1979 eindigde hij als tweede achter de Amerikaan Bernie Schreiber, en in 1980 verruilde hij de Bultaco voor een Montesa omdat de eerste financiële problemen zich aan het aftekenen waren voor Bultaco. Op Montesa won hij de Zesdaagse van Schotland, een primeur voor hemzelf en voor Montesa, en bovendien was hij de eerste niet-Schotse rijder die er met die prijs vandoor ging. Bovendien prolongeerde hij zijn Finse en Scandinavische titels.
Vesterinen werd in 1981 door de Britse importeur Comerfords terug gehaald naar Bultaco, en dat jaar werd hij Scandinavisch kampioen en derde in het wereldkampioenschap. Een jaar later reed hij op verzoek van Comerfords voor het Brits kampioenschap, dat hij prompt won. 

## Privé
In 1983 trouwde Vesterinen met Diane Hadfield, dochter van de orthopeed Gordon Hadfield. Hij had haar in 1981 bij een trialwedstrijd ontmoet, en uit het huwelijk werden twee kinderen geboren. Zoon Mika Vesterinen is ook een verdienstelijk trialrijder, hij won het Europese juniorenkampioenschap en werd derde in het wereldkampioenschap voor junioren. 

## Resultaten
- Wereldkampioen – 1976, 1977, 1978
  - Tweede in 1975 en 1979
  - Derde in 1980 en 1981
- Scandinavisch kampioen - 1975, 1976, 1977, 1978, 1979, 1980 en 1981
  - Tweede in 1969, 1970, 1971, 1972, 1973, 1974
- Brits kampioen - 1982
- Fins kampioen (junioren) - 1969
- Fins kampioen (senioren) - 1970, 1971, 1972, 1973, 1974, 1975, 1976, 1977, 1978, 1979, 1980
- Winnaar van de Zesdaagse van Schotland: 1980